# Аве Алавайну
Аве Алавайну (ест. Ave Alavainu; 4 жовтня 1942, Тарту — 3 квітня 2022) — естонська поетеса та письменниця.